# The Cylinder's Secret
The Cylinder's Secret è un cortometraggio muto del 1912. Il nome del regista non viene riportato nei credit del film.

## Produzione
Il film fu prodotto dalla Vitagraph Company of America.

## Distribuzione
Distribuito dalla General Film Company, il film - un cortometraggio in una bobina - uscì nelle sale cinematografiche statunitensi il 7 giugno 1912. Nel Regno Unito, venne distribuito il 29 agosto 1912.